# 1904년 하계 올림픽 체조
제3회 하계 올림픽 체조경기는 1904년 7월 1일부터 9월 28일까지 미국 세인트루이스 프랜시스 필드에서 진행되었다. 3개국에서 119명의 선수가 참가하였으며, 11개의 세부 종목으로 진행되었다.

## 참가국
체조 종목은 3개국에서 119명의 선수가 참가하였다.
| - 독일 (7명) - 미국 (111명) | - 스위스 (1명) |

## 메달 집계

### 최종 순위
| 순위 | 국가   | 금메달 | 은메달 | 동메달 | 합계 |
| ---- | ------ | ------ | ------ | ------ | ---- |
| 1    | 미국   | 12     | 8      | 9      | 29   |
| 2    | 스위스 | 1      | 0      | 1      | 2    |
| 3    | 독일   | 0      | 1      | 1      | 2    |
| 합계 | 합계   | 13     | 9      | 11     | 33   |

### 메달리스트
| 종목                  | 금                                                                                             | 은                                                                                             | 동                                                                                                  |
| --------------------- | ---------------------------------------------------------------------------------------------- | ---------------------------------------------------------------------------------------------- | --------------------------------------------------------------------------------------------------- |
| 남자 개인 종합 자세히 | 줄리어스 런하트 · 미국                                                                         | 빌리헬름 베버 · 독일                                                                           | 아돌프 슈핀러 · 스위스                                                                              |
| 남자 복합 자세히      | 안톤 헤이다 · 미국                                                                             | 조지 에이저 · 미국                                                                             | 윌리엄 머즈 · 미국                                                                                  |
| 남자 3종 자세히       | 아돌프 슈핀러 · 스위스                                                                         | 줄리어스 런하트 · 미국                                                                         | 빌헬름 베버 · 독일                                                                                  |
| 남자 단체 종합 자세히 | 미국 (USA) · 맥스 헤스 · 안톤 헤이다 · 언스트 렉케웨그 · 존 그립 · 줄리어스 런허트 · 필립 카셀 | 미국 (USA) · 맥스 월프 · 아서 로센캄프 · 에밀 베이어 · 오토 스테펀 · 존 비싱저 · 줄리언 슈미츠 | 미국 (USA) · >로버트 메이사크 · 에드워드 시글러 · 조지 메이어 · 존 두하 · 찰스 크로즈 · 필립 셔스터 |
| 남자 평행봉 자세히    | 조지 에이저 · 미국                                                                             | 안톤 에이다 · 미국                                                                             | 존 두하 · 미국                                                                                      |
| 남자 철봉 자세히      | 안톤 헤이다 · 미국                                                                             | 없음                                                                                           | 조지 에이저 · 미국                                                                                  |
| 남자 철봉 자세히      | 에드워드 헤니그 · 미국                                                                         | 없음                                                                                           | 조지 에이저 · 미국                                                                                  |
| 남자 도마 자세히      | 조지 에이저 · 미국                                                                             | 없음                                                                                           | 윌리엄 머즈 · 미국                                                                                  |
| 남자 도마 자세히      | 안톤 헤이다 · 미국                                                                             | 없음                                                                                           | 윌리엄 머즈 · 미국                                                                                  |
| 남자 안마 자세히      | 안톤 헤이다 · 미국                                                                             | 조지 에이저 · 미국                                                                             | 윌리엄 머즈 · 미국                                                                                  |
| 남자 링 자세히        | 허먼 클래스 · 미국                                                                             | 윌리엄 머즈 · 미국                                                                             | 에밀 보이트 · 미국                                                                                  |
| 남자 로프등반 자세히  | 조지 에이저 · 미국                                                                             | 찰스 크로즈 · 미국                                                                             | 에밀 보이트 · 미국                                                                                  |
| 남자 클럽스윙 자세히  | 에드워드 헤니그 · 미국                                                                         | 에밀 보이트 · 미국                                                                             | 랄프 윌슨 · 미국                                                                                    |

## 참고 문헌
- 국제 올림픽 위원회 - 1904년 하계 올림픽 기계 체조 경기 결과 (영어)
- (영어) George Seymour Lyon - Olympic Individual gold medal winner 1904
- (영어) Lucas, Charles J. P. (1905). 《The Olympic Games, 1904》 (PDF). Saint Louis, Missouri: Woodward & Tiernan Printing Co. 2011년 5월 14일에 원본 문서 (PDF)에서 보존된 문서. 2010년 9월 28일에 확인함.
- (폴란드어) Pawel, Wudarski (1999). “Wyniki Igrzysk Olimpijskich”. 2008년 10월 14일에 원본 문서에서 보존된 문서. 2006년 12월 17일에 확인함.
- (영어) “Gymnastics of War at the 1904 St. Louis Summer Games”. sports-reference.com. 2009년 10월 13일에 원본 문서에서 보존된 문서. 2010년 9월 28일에 확인함.
- (영어) De Wael, Herman. “Herman's Full Olympians: "Gymnastics 1904".”.

| 올림픽 체조 |                                           |             |
| 이전 대회   | 1904년 하계 올림픽 체조 세인트루이스 1904 | 다음 대회   |
| 파리 1900   | 1904년 하계 올림픽 체조 세인트루이스 1904 | 아테네 1906 |